# کن کنراد
کن کنراد (انگلیسی: Con Conrad؛ ۱۸ ژوئن ۱۸۹۱ – ۲۸ سپتامبر ۱۹۳۸) یک موسیقی‌دان اهل ایالات متحده آمریکا بود.